# Корбель, Жорж
Жорж Жан Мари Корбель (фр. Georges Jean Marie Corbel; 21 августа 1942, 4-й округ Лиона — 18 февраля 2015, Брон) — французский хоккеист на траве, полевой игрок. Участник летних Олимпийских игр 1960, 1968 и 1972 годов.

## Биография
Жорж Корбель родился 21 августа 1942 года во французском городе Лион.
Играл в хоккей на траве за САВП из Бордо, затем за «Лион Анри Коше», в составе которого десять лет подряд становился чемпионом Франции (1968—1977), а также стал победителем первого чемпионата страны по индорхоккею в 1968 году.
В 1960 году вошёл в состав сборной Франции по хоккею на траве на летних Олимпийских играх в Риме, занявшей 10-е место. В матчах не участвовал.
14 сентября 1960 года дебютировал в сборной Франции.
В 1968 году вошёл в состав сборной Франции по хоккею на траве на летних Олимпийских играх в Мехико, занявшей 10-е место. Играл в поле, провёл 6 матчей, мячей не забивал.
В 1970 году участвовал в дебютном чемпионате Европы в Брюсселе, где французы заняли 4-е место.

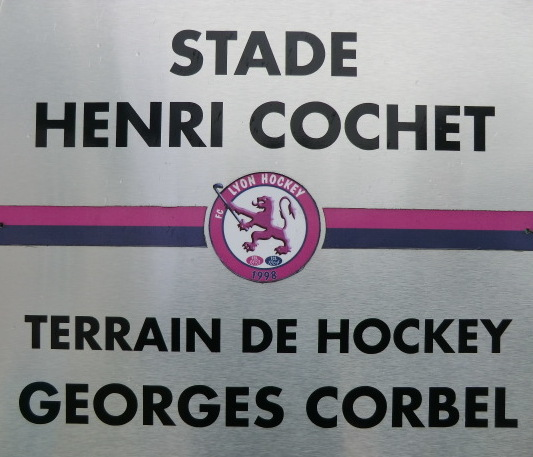
Табличка на стадионе «Анри Коше» в Калюир-э-Кюир с названием поля «Жорж Корбель».

В 1972 году вошёл в состав сборной Франции по хоккею на траве на летних Олимпийских играх в Мюнхене, занявшей 12-е место. Играл в поле, провёл 5 матчей, мячей не забивал.
В 1960—1974 годах провёл за сборную Франции 82 матча.
Впоследствии был тренером юношеской и мужской сборной Франции в 1978—1981 годах.
Был директором, а в 1994—1996 годах президентом Федерации хоккея на траве Франции. Занимал пост президента «Лион Анри Коше».
По профессии был физиком-ядерщиком.
Умер 18 февраля 2015 года во французском городе Брон. Похоронен в пригороде Лиона Калюир-э-Кюир.

## Память
В ноябре 2006 года хоккейное поле на стадионе «Анри Коше» в Калюир-э-Кюир, где проводит матчи «Лион Анри Коше», было названо именем Жоржа Корбеля.